# Municipio de Fairview (condado de Ford)
El municipio de Fairview (en inglés: Fairview Township) es un municipio ubicado en el condado de Ford en el estado estadounidense de Kansas. En el año 2010 tenía una población de 290 habitantes y una densidad poblacional de 1,54 personas por km².

## Geografía
El municipio de Fairview se encuentra ubicado en las coordenadas 37°44′44″N 100°9′44″O / 37.74556, -100.16222. Según la Oficina del Censo de los Estados Unidos, el municipio tiene una superficie total de 188.3 km², de la cual 188,19 km² corresponden a tierra firme y (0,06 %) 0,11 km² es agua.

## Demografía
Según el censo de 2010, había 290 personas residiendo en el municipio de Fairview. La densidad de población era de 1,54 hab./km². De los 290 habitantes, el municipio de Fairview estaba compuesto por el 89,31 % blancos, el 1,03 % eran amerindios, el 7,93 % eran de otras razas y el 1,72 % eran de una mezcla de razas. Del total de la población el 20,34 % eran hispanos o latinos de cualquier raza.